# Петрово-Дальневский сельский округ
Петрово-Дальневский сельский округ — упразднённая административно-территориальная единица, существовавшая на территории Красногорского района Московской области в 1994—2006 годах.
Петровский сельсовет был образован в первые годы советской власти. По данным 1919 года он входил в состав Павловской волости Звенигородского уезда Московской губернии.
14 января 1921 года Павловская волость была передана в Воскресенский уезд.
В 1923 году из Петровского с/с был выделен Веледниковский с/с.
В 1926 году Петровский с/с включал 1 населённый пункт — село Петровское.
В 1929 году Петровский с/с был отнесён к Воскресенскому району Московского округа Московской области.
31 августа 1930 года Воскресенский район был переименован в Истринский район.
27 сентября 1932 года Петровский с/с был передан в Красногорский район. При этом он был переименован в Петрово-Дальневский сельсовет.
29 января 1940 года из Ильинского с/с в Петрово-Дальневский было передано селение Александровка.
14 июня 1954 года Петрово-Дальневский с/с был упразднён, а его территория передана в Ильинский с/с.
22 августа 1979 года Петрово-Дальневский с/с был восстановлен путём выделения из Ильинского с/с. В его состав вошли селения Грибаново, Дмитровское, Петрово-Дальнее, Степановское, Тимошкино, посёлок Истра и посёлок института им. Мечникова.
3 февраля 1994 года Петрово-Дальневский с/с был преобразован в Петрово-Дальневский сельский округ.
16 июня 1999 года в Петрово-Дальневском с/о посёлок института им. Мечникова был переименован в посёлок Мечниково.
В ходе муниципальной реформы 2004—2005 годов Петрово-Дальневский сельский округ прекратил своё существование как муниципальная единица. При этом все его населённые пункты были переданы в сельское поселение Ильинское.
29 ноября 2006 года Петрово-Дальневский сельский округ исключён из учётных данных административно-территориальных и территориальных единиц Московской области.